# San Biagio dell'Anello (titolo cardinalizio)
San Biagio dell'Anello (in latino: Titulus Sancti Blasii de Anello seu de Anulo) è un titolo cardinalizio istituito da papa Sisto V il 13 aprile 1587 con la bolla Religiosa sanctorum. Nel 1616 il titolo fu soppresso da papa Paolo V, che lo trasferì in quello di San Carlo ai Catinari.
La chiesa su cui insisteva il titolo si trovava nei pressi dell'attuale chiesa di San Carlo ai Catinari, e fu demolita nel 1617 per far posto al convento dei teatini di Sant'Andrea della Valle.

## Titolari
- Ippolito de' Rossi † (27 aprile 1587 - 28 aprile 1591 deceduto)
- Guido Pepoli † (12 giugno 1595 - 8 gennaio 1596 nominato cardinale presbitero di San Pietro in Montorio)
- Fernando Niño de Guevara † (21 aprile 1597 - 8 gennaio 1599 nominato cardinale presbitero di San Martino ai Monti)
- Bonviso Bonvisi † (5 luglio 1599 - 1º settembre 1603 deceduto)
- Girolamo Pamphili † (25 giugno 1604 - 11 agosto 1610 deceduto)
- Orazio Spinola † (11 gennaio 1616 - 24 giugno 1616 deceduto)